# Une île du St-Laurent
Pour plus de détails, voir Fiche technique et Distribution.
Une île du St-Laurent (anglais : Crane Island) est un film québécois réalisé par Raymond Garceau et produit par Léonard Forest, sur un scénario de Clément Perron, sorti en 1958.

## Synopsis
Un court métrage sur la vie quotidienne à l'Île-aux-Grues, à la fin des années 1950.

## Fiche technique
- Réalisateur : Raymond Garceau
- Producteur : Léonard Forest
- Scénario : Clément Perron
- Caméra : Michel Brault
- Son : André Hourlier
- Montage : Victor Jobin
- Montage sonore : Joseph Champagne
- Mixage : Joseph Champagne
- Narration : Robert Gadouas, Tim Wilson (anglais)
- Musique : Robert Fleming (en)